# Progressive metal
Il progressive metal, anche abbreviato prog metal e raramente indicato come metal progressivo, è un sottogenere dell'heavy metal sviluppatosi verso la fine degli anni ottanta. Il genere unisce l'aggressività e il volume dell'heavy metal con la maestosità e le ambizioni classiche del rock progressivo. Tra gli esponenti più rappresentativi del genere figurano gruppi come Dream Theater, Symphony X, Fates Warning, e Queensrÿche.

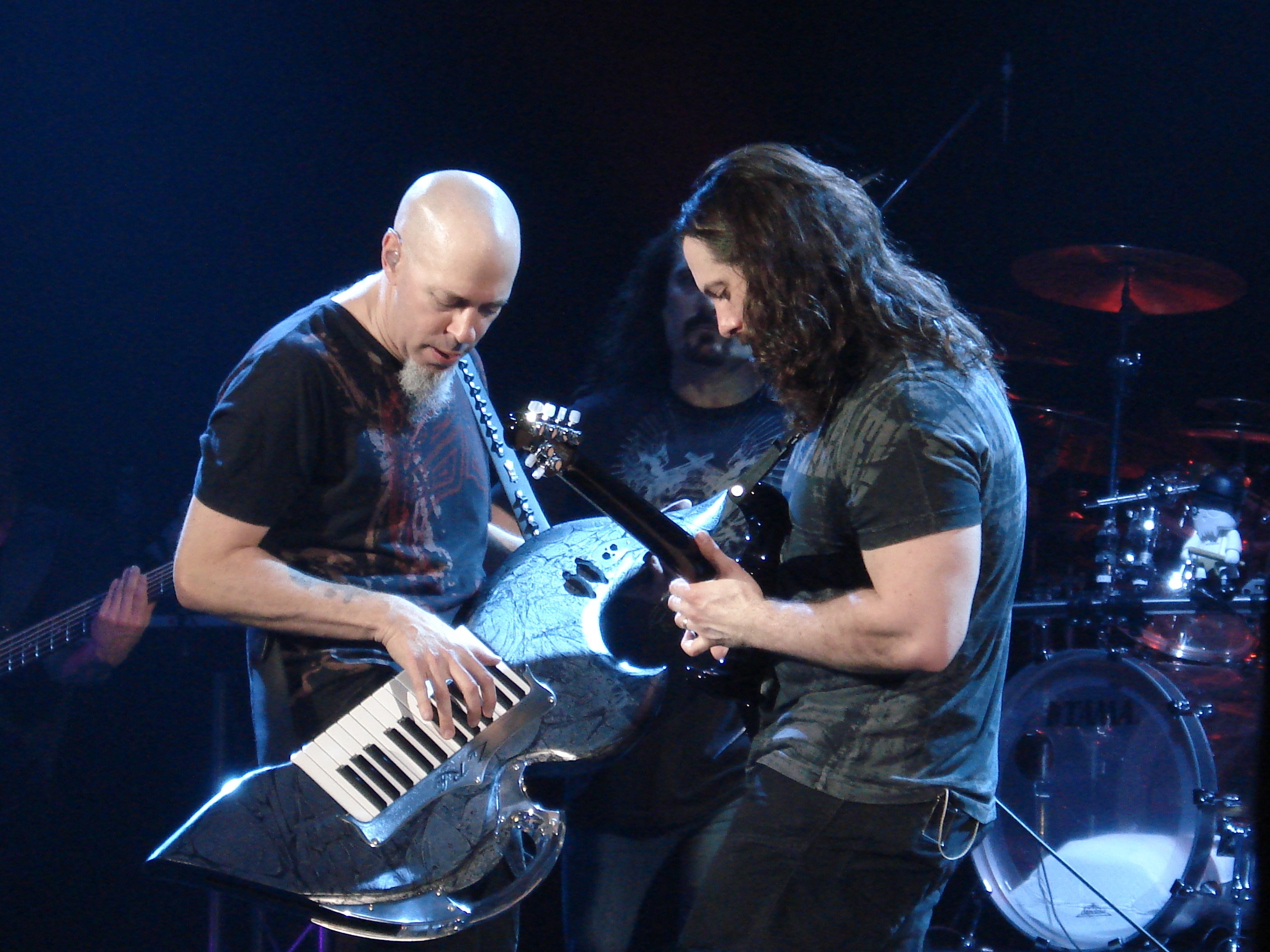
I Dream Theater in concerto nel 2008

## Storia del genere: origini ed evoluzione
Il progressive metal nasce e si sviluppa principalmente all'interno della scena heavy/power metal statunitense, attorno alla metà degli anni ottanta, per opera di gruppi quali Queensrÿche, Fates Warning e, successivamente, Dream Theater. Questi formano la cosiddetta triade, i "Big Three" del prog metal, ovvero i gruppi più importanti ed influenti della scena classica.
Le origini del genere risalgono agli albori stessi dell'heavy metal/hard rock e del progressive rock, quando alcune band iniziano a fondere i due differenti approcci. Gli stessi King Crimson negli anni settanta virano verso un genere molto più duro, utilizzando dissonanze e suoni più graffianti, vicino alla potenza dell'hard rock; mentre i Black Sabbath inseriscono marcate influenze progressive in dischi pionieristici quali Sabbath Bloody Sabbath (1973) e Sabotage (1975).
Ma il gruppo più importante di questa decade, vero ponte sonoro tra il periodo hard rock e il successivo prettamente heavy metal, sono i canadesi Rush. Inizialmente influenzati dai Led Zeppelin, hanno unito la tecnica del rock progressivo al loro background, fino a creare uno stile peculiare - con dischi quali 2112 (1976), A Farewell to Kings (1977), Hemispheres (1978) e Moving Pictures (1981) - caratterizzato da suoni molto più duri ed un approccio più diretto rispetto al prog inglese.
I gruppi di heavy metal classico che contribuiscono in modo definitivo a schiudere le porte al genere sono soprattutto gli inglesi Iron Maiden e i danesi Mercyful Fate: i primi iniziando a stratificare gli arrangiamenti di album in album fino al simil prog  - con tanto di tastiere – Seventh Son of a Seventh Son (1988), invece i secondi componendo brani con numerosi cambi di tempo.
Sia i Queensrÿche, di Washington, sia i Fates Warning, del Connecticut, danno avvio al loro percorso artistico, che porterà alla definitiva nascita del prog metal, prendendo inizialmente spunto ed influenza dagli Iron Maiden nei rispettivi esordi, per poi espandere sempre più la loro musica in direzione progressiva nei dischi successivi (The Warning 1984, The Spectre Within 1985) - gli uni attraverso la sperimentazione sonora e raffinatezza compositiva, gli altri mediante strutture estremamente complesse e riff atipici – fino alle due opere seminali e di svolta uscite nel 1986: il futuristico Rage for Order e l’arcano Awaken the Guardian. Negli anni successivi le due band, pur percorrendo strade differenti - più essenziali e semplici i primi, più articolati e complessi i secondi – esplorano ed ampliano la ricercatezza tecnica e finezza sonora della propria musica, continuando a gettare le basi del genere con opere importanti quali l’ambizioso ed elegante concept Operation: Mindcrime (1988) dei Queensrÿche, il potente e tecnico No Exit (1988), nonché lo sperimentale e melodico Perfect Symmetry (1989) dei Fates Warning.
Altri gruppi importanti della scena heavy/power statunitense degli anni ottanta sono i Crimson Glory (Transcendence 1988), gli Heir Apparent e i Savatage, i quali svilupperanno a partire da Gutter Ballet (1989) un personale heavy metal a tinte progressive e sinfoniche, influenzato dai musical di Broadway.
Per quanto riguarda il lato estremo, sono gli statunitensi Metallica, con il loro ampio respiro epico, e i Megadeth, con la loro struttura atipica, che, oltre ad influenzare gruppi progressive metal classico, apriranno la strada per la sperimentazione tecnico progressiva nel thrash. I Watchtower del Texas, partendo dalle ricerche di questi gruppi, uniscono il thrash metal tecnico con l'heavy-prog nel loro album Energetic Disassembly (1985), dando avvio ad un approccio estremamente tecnico basato sulla destrutturazione ritmica di matrice fusion - che trova piena maturazione in Control and Resistance, influenzando sia il metal classico sia quello estremo.
I gruppi statunitensi importanti di seconda ondata che contribuiscono a delineare ulteriormente il genere sono gli Psychotic Waltz e i Dream Theater. I primi, partiti con un approccio a metà strada tra Watchtower e Fates Warning nello psichedelico A Social Grace (1990), trovano piena maturità in Into the Everflow (1992), mentre i secondi, facendo propria la lezione dei gruppi che li hanno preceduti, esordiscono con When Dream and Day Unite (1989), molto più incentrato sulle tastiere rispetto ai colleghi, per poi dar vita a due dischi fondamentali, che istituzionalizzano il progressive metal classico nonché un certo modo di concepirlo, quali Images and Words (1992) ed Awake (1994).
Per quanto riguarda l'Europa, tra i pionieri vi sono i tedeschi Sieges Even, che, partiti dal prog thrash alla Watchtower, esplorano il lato più tecnico e spigoloso del progressive metal con Steps (1990), seguito l'anno seguente da A Sense of Change.
Tra i gruppi importanti che si sono distinti per la peculiarità della proposta, vi sono nel territorio statunitense: per il lato melodico e/o power Shadow Gallery (Tyranny 1998 e Room V 2005), i neoclassici Symphony X (The Divine Wings of Tragedy 1997), Redemption (The Fullness of Time 2005), gli O.S.I. di Kevin Moore (ex-tastierista dei Dream Theater) e Jim Matheos (chitarrista dei Fates Warning), per quello più tecnico Zero Hour (The Towers of Avarice 2001), Power of Omens, gli Arch/Matheos (progetto parallelo dei Fates Warning) con Sympathetic Resonance e John Arch con l'EP A Twist of Fate (2003, con membri dei Fates Warning e Mike Portnoy), gruppi strumentali come Spastic Ink (Ink Complete 1997), Liquid Tension Experiment (progetto dei Dream Theater con Tony Levin), Gordian Knot, Canvas Solaris e Animals As Leaders, per un approccio più heavy gli Hammers of Misfortune(The Locust Years 2006) e Heart of Cygnus; in Europa: per il lato melodico e/o power i norvegesi Conception (Parallel Minds 1993) e Ark (Burn the Sun 2001), gli inglesi Threshold (Hypothetical 2001), i danesi Royal Hunt (Paradox 1997), gli svedesi Andromeda (II=I 2003) ed Evergrey (Solitude, Dominance, Tragedy 1999), i polacchi Riverside (Out of Myself 2003), i tedeschi Vanden Plas (Christ Φ 2006) e Secrecy; in Italia si segnalano gli Adramelch e i Dark Quarterer, mentre in Norvegia gli Spiral Architect con l'innovativo A Sceptic's Universe, i Twisted into Form, i Leprous con Tall Poppy Syndrome (2009) e i Frantic Bleep (The Sense Apparatus 2005). Tra i gruppi fuori del contesto europeo-statunitense, spiccano per particolarità gli australiani Vauxdvihl (To Dimension Logic, 1994) e per il power-prog i brasiliani Angra (Holy Land 1996).
Tra le band di fine anni novanta che sono riuscite a portare innovazione alla scena, grazie ad una spiccata personalità e ad una consistente discografia, vi sono gli olandesi Ayreon, progetto di Arjen Anthony Lucassen, e gli svedesi Pain of Salvation:essi hanno contribuito a ridefinire i canoni del progressive metal classico. Lucassen attraverso opere rock teatrali e melodrammatiche (Into the Electric Castle e The Human Equation), interpretate da numerosi cantanti ed arrangiate assieme a molti musicisti, i Pain of Salvation rifacendosi all'eclettismo ed anticonformismo dei Faith No More, sempre alla ricerca di album in album (One Hour by the Concrete Lake e BE) di uno stile inconsueto. Un approccio sperimentale ed "alternative" che nel progressive metal vede come antesignani i Thought Industry con Mods Carve the Pig: Assassin's Toads and God's Flesh (1993), i Mind Over Foure i Voivod con Nothingface(1989). Dal Canada, d'altronde, proviene un'altra figura importante, il cantante, chitarrista e compositore Devin Townsend, che ha portato ai massimi livelli l'avanguardia all'interno del progressive metal classico nel 2001 con Terria.

## Stile
Il progressive metal riproduce numerosi degli elementi tipici del rock progressivo, sia dal punto di vista dello stile musicale in senso proprio (uso di segnature ritmiche insolite, brani strutturati in suite, enfasi sulle tastiere, contaminazioni con la musica classica) che rispetto ad elementi accessori (per esempio riferimenti alla mitologia nei testi e impostazione grafica delle copertine degli album). Tutti questi elementi vengono però reinterpretati integrando la tradizione dell'heavy metal, di cui vengono riprese le sonorità generali (ritmiche più aggressive, enfasi sulla chitarra elettrica distorta come strumento chiave sia melodico che ritmico, riff "martellanti").
Le caratteristiche fondamentali del progressive metal sono:
- Il virtuosismo dei singoli strumentisti, in alcuni casi portato a livelli estremi. Le tecniche chitarristiche che si sono sviluppate negli anni settanta-ottanta (come tapping e sweep picking), insieme allo sviluppo dell'effettistica, e la concessione ad una maggior "rumorosità" dei batteristi di derivazione metal ha fatto sì che tali tecniche fossero facilmente adattabili alla velocità e alla potenza dell'heavy metal. Gli assoli dei chitarristi, poi, sovente si basano sulla tecnica dello shred, che si è evoluta proprio grazie all'heavy metal. Anche al basso sono spesso concessi spazi da solista, cosa meno comune nel rock che nel jazz o nella fusion, ma non inedita nel rock progressivo (si pensi per esempio agli assoli di Chris Squire degli Yes o di Geddy Lee dei Rush). I bassisti prog metal hanno fatto loro alcune tecniche chitarristiche, come il tapping, gli armonici, e l'utilizzo di scale particolarmente veloci. L'uso delle tastiere nell'heavy metal, soprattutto nei primi anni dalla sua nascita, è sempre stato considerato una specie di "impurità" in questo genere, se si esclude l'uso che ne è stato fatto dai gruppi di gothic metal, che tuttavia si limitavano ad utilizzarla per ricreare suoni di archi o organi da chiesa. I tastieristi prog metal si rifanno quasi completamente allo stile dei tastieristi anni settanta; in particolare la tastiera viene usata per realizzare tappeti sinfonici o creare atmosfere atipiche per l'heavy metal oppure sonorità che esulano da quel genere, come musica classica o jazz. Anche in questo caso lo sviluppo tecnologico ha contribuito ad espandere le possibilità offerte dai sintetizzatori, sia a livello di timbrica che di effetti. Negli ultimi anni le tastiere sono state utilizzate anche per aggiungere delle sonorità tipicamente elettroniche, come dimostrano alcuni esperimenti di Jordan Rudess dei Dream Theater.
- I brani hanno generalmente una durata che va oltre la media dei 4-5 minuti; possono anche arrivare intorno ai 10 minuti se non fino a casi estremi di mezz'ora o addirittura di più. Anche se non mancano le strutture strofa/ritornello, il progressive metal utilizza spesso delle forme più libere, in cui le strofe sono tutte diverse (e quindi, a parte la prima, andrebbero considerate una sorta di bridge) o in cui non esista un vero e proprio ritornello (ad esempio Metropolis–Part I: "The Miracle and the Sleeper" dei Dream Theater). Per via dell'importanza della componente strumentale, le canzoni spesso contengono una sezione intermedia, in cui si susseguono uno o più assoli. Come già accadeva nel rock progressivo, spesso i gruppi ricorrono alle suite, composizioni molto lunghe, suddivise in movimenti interni e con l'utilizzo di temi musicali che tornano in più momenti del brano. L'utilizzo del leitmotiv e della divisione interna ha spesso portato i gruppi prog metal a realizzare concept album, in cui tali tecniche possono essere sviluppate in un arco di tempo molto più lungo e dove le canzoni possono essere intese come dei movimenti interni di una singola opera, piuttosto che non i vari capitoli della storia narrata. Vi sono gruppi come Savatage e Pain of Salvation che utilizzano prevalentemente o esclusivamente la formula del concept album.
- I brani si appoggiano su un utilizzo molto frequente di tempi dispari;
- Pur basandosi sugli stilemi tipici metal, vengono spesso riprese alcune sonorità di altri generi; in particolare l'utilizzo di scale di derivazione classica, le dissonanze del jazz e i tempi sincopati della fusion. In alcuni casi, si fa anche ricorso a musiche ispirate al ragtime (come già facevano Keith Emerson e Rick Wakeman), ai temi di cartoon (come già facevano i Rush in La Villa Strangiato) o comunque sonorità che, in modo ironico e dissacratorio, spezzano in maniera improvvisa il suono delle chitarre. Quest'ultima caratteristica è tipica dello stile di Jordan Rudess dei Dream Theater.
- I testi del progressive metal non hanno argomenti predominanti: possono essere ispirati alla mitologia o alla letteratura, come pure possono trattare di dilemmi interiori e drammi personali; quasi sempre in essi trova spazio una certa vena introspettiva. Ogni gruppo tende a specializzarsi su un argomento, anche in base alle immagini evocate dalla loro musica.

Come già accadeva per il rock progressivo, non esistono una o più caratteristiche predominanti, ritenute sufficienti per identificare il genere. Infatti vi possono essere gruppi il cui virtuosismo strumentale è ridotto, se non addirittura assente, oppure i cui brani utilizzino principalmente tempi regolari e la cui durata media sia relativamente breve. In questi casi vengono esaltate maggiormente le altre caratteristiche, in modo che risulti comunque riduttivo associare questo gruppo all'heavy metal tradizionale. Allo stesso modo gran parte dei gruppi di progressive metal realizzano regolarmente ballad e brani acustici, oppure sono più vicini al rock sinfonico che non al metal, ma vengono considerati appartenenti a tale genere poiché risultano comunque più "duri" rispetto ai canoni del neo-progressive.
A volte, inquadrare un gruppo in un sottogenere del metal, piuttosto che in un altro, può essere difficile, perché, nell'analizzare tale gruppo, si tende a considerare maggiormente alcune caratteristiche rispetto ad altre e, quindi, vi possono essere dei dubbi sul fatto di considerare pienamente progressive o meno alcune band. Ad esempio gruppi come Angra, Symphony X, per via di uno stile basato principalmente su ritmiche estremamente veloci e l'uso di sonorità neoclassiche, talvolta vengono considerati appartenenti al genere dello speed metal, anche se facenti parte di un ceppo più "evoluto" e meno vincolato dai suoi canoni. In egual misura, i Savatage e i Queensrÿche, che sono indubbiamente tra i precursori del genere, possono essere associati rispettivamente al metal sinfonico o all'hard rock, per via di un virtuosismo che, seppur presente, è decisamente limitato o comunque meno "appariscente" rispetto a quello dei Dream Theater. Tuttavia queste sono questioni che sovente sono fini a se stesse, in quanto collocare un gruppo in un genere piuttosto che un altro diventa una questione meramente soggettiva e, talvolta, è un'operazione che serve per mere esigenze giornalistiche.

## La voce
È molto frequente che i cantanti di gruppi progressive metal utilizzino registri vocali molto acuti, tuttavia non è impossibile trovare cantanti bassi o baritoni, come nel caso dei Saviour Machine. In generale la voce dei cantanti prog-metal punta ad un timbro pulito e cristallino, a differenza del canto più "grezzo" solitamente utilizzato nel metal, ma è comunque frequente che alcuni gruppi utilizzino una voce più "sporca" nei momenti più duri dei loro dischi (come i Savatage o i Symphony X). Allo stesso modo alcuni gruppi hanno sperimentato in questo genere l'utilizzo del growl (Come per esempio gli Opeth) o un parlato simile al rap (ad esempio i Pain of Salvation nella canzone Spitfall) spesso per finalità drammatiche, in relazione alle tematiche della canzone.
Come già accadeva negli anni settanta, alcuni gruppi utilizzano intricate armonizzazioni e contrappunti vocali, eseguiti anche dagli altri musicisti della band. Ad esempio i Savatage, nei loro concept album, inseriscono sempre un brano in cui viene utilizzata la tecnica del canone; uno degli esempi migliori è il brano Chance.

## Derivazioni

### Progressive power metal
Il progressive power metal è una miscela tra il tecnico progressive metal e il veloce power metal.
L'insieme delle due tipologie musicali crea un sound peculiare per passaggi, tempi ed effetti. Il prodotto finale è un power metal con stacchi progressive.
Tra le prime band a proporre questo sound troviamo gli ShadowKeep (1999), gli Stygma IV, gli Angra e i Symphony X, che però oltre all'elemento progressive sono più conosciuti per l'aspetto neoclassico.